# Рантцау, Кристиан цу
Кристиан цу Ранцау (нем. 'Christian zu  Rantzau, 2 мая 1614, Хадерслевхус, Хадерслебен; † 8 ноября 1663, Копенгаген) — датский гоcударственный деятель. Шттагальтер (1648 по 1661 год), затем обер-штатгальтера (1861—1863) датской части земли Шлезвиг-Гольштейн. Благодаря двойному диплому венского графа (комитивному и палатинскому) 1650 года император ФРидрих III повысил купленный Кристианом в 1649 году амт Бармштедт до графства Ранцау, в дальнейшем ставшего имперским.

## Биография
Кристиан происходил из рыцарской семьи Ранцау, первые упоминания о которой приходятся на XIII в. Он был старшим сыном королевского губернатора Герхарда цу Ранцау и его второй жены Доротеи фон Брокдорф. Его дед был финансистом и политическим советником Генрихом Ранцау.
После смерти отца 28 января 1627 года Кристиан Ранцау учился в Рыцарской академии Сорё вместе с рейнтмейстером Генрихом Мюллером, который воспитывался с 1624 года. Среди его учителей в академии был Иоганн Лауремберг. В это время в ходе Тридцатилетней войны родовое поместье в Гольштейне было занято войсками Валленштейна, замок Брайтенбург близ Итцехо был взят штурмом 29 сентября 1627 года. При этом была уничтожена и библиотека, известная далеко за пределами страны. По Любекскому миру от мая 1629 г. все процессы конфискации имперской стороны были прекращены.
В 1630 году Кристиан Ранцау заразился оспой, от которой через несколько недель умерла его мать. В этих обстоятельствах об гран-туре не могло быть и речи, но датская делегация пригласила его сопровождать их на День выборщиков в Регенсбурге. Из Регенсбурга поездка делегации продолжилась в Голландию и Францию. Там он поступил в Орлеанскую академию и в 1632 году был избран Consiliarius Nationis Teutonicae. После своего возвращения в 1633 г. при датском королевском дворе он был гоф-юнкером (до 21 июня 1634 г.) и камер-юнкером (до 22 мая 1636 г.). В этом качестве он сопровождал короля Кристиана IV в пребывавшей в унии Норвегию. Он дружил со своим зятем Корфицем Ульфельдтом.
После женитьбы он удалился в свой замок Брайтенбург. В конце 1636 года принц Людвиг I Ангальт-Кётенский предпринял свое путешествие по северной Германии, чтобы организовать передачу графств Гольштейн-Пиннеберг и Шаумбург своему подопечному Отто V. По этому случаю князь принял Кристиана Ранцау в Плодоносное общество. Он дал ей название компании «Украшенные» и девиз в изысканных цветах. В качестве эмблемы ему предназначался индийский жасмин (Mirabilis jalupa L.). Запись Ранцау в книге Кётенского общества имеет номер 278. Там же отмечен закон рифмы, который он написал по случаю своего принятия:
Индийский жасмин изысканными красками

Столь украшен, что прочие цветы [в сравнении с ним] бедны.

Жёлтый, коричневый, красный, белый: всё это весьма красиво,

Оттого Украшенным не напрасно зовут меня.

Истинное украшение – выдающаяся добродетель,

Потому благородной юности следует стремиться

Блюсти благочестие, днём и ночью следовать

Господнему закону и слову, твёрдо о нём памятуя.
Кристиан Ранцау стал амтманном в Рендсбурге в 1639 году, а в 1640 году он также был там районным администратором. В 1643 и 1645 годах он был генеральным военным комиссаром Дании во время войны со Швецией. В ходе боевых действий шведские войска под командованием Леннарта Торстенссона захватили Брайтенбург и разграбили его 17 декабря 1643 года.

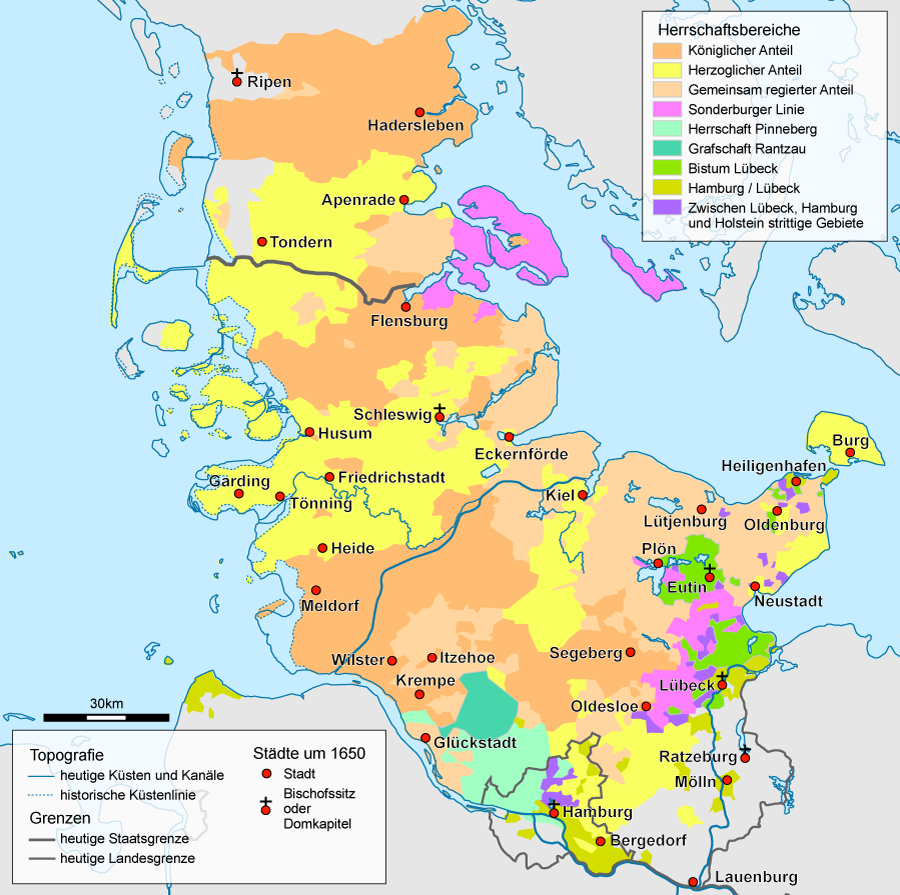
Шлезвиг-Гольштейн в 1650 году, графство Ранцау выделено тёмно-салатовым.

С воцарением Фредерика III в феврале 1648 года Кристиан Ранцау быстро укрепил позиции. 26 ноября 1648 года он был принят в рыцари Ордена Слона. В том же году он стал штатгальтером датских частей герцогств Шлезвиг и Гольштейн, пост ранее занимали его отец и дед. Предполагается, что он был причастен к падению Корфица Ульфельдта в 1649/50 году, потому что был хорошо знаком с офицером Йоргеном Вальтером, любовница которого Дина Винхофверс обвинила Ульфельдта в покушении на жизнь монарха. В 1651 году был назначен при датском дворе, вершиной карьеры стало назначение на пост президента Государственной коллегии 23 августа 1661 года. С этим назначением он получил полномочия премьер-министра. В 1661 году он также получил титул обер-губернатора герцогств.
По договору о покупке и перестановке от 28 декабря 1649 года приобрел у герцога Фридриха III купил датский амт Бармштедт за 101 000 рейхсталлер и в обмен на фамильное поместье Ранцау и другое имущество общей стоимостью в 100 тыс. таллеров, после чего построил замок Ранцау. Император Фердинанд III подтвердил сделку 16 и 20 ноября 1650 г., и не только возвел Кристиана в достоинство графа, но и присвоил ему титул пфальцграфа (так называемая двойная грамота в одном томе). Он возвел Бармштедт в «непосредственно свободное графство Ранцау». Имперская защита и согласие имперских сословий в имперском сейме позволили графу Кристиану цу Ранцау быть включённым в имперский сейм в 1653 и 1654 годах в нарушение обычной процедуры (членство в одном из десяти имперских кругов, затем попытки стать членом одной из четырёх имперских графских коллегий), в 1653 году стал «рейхсграфом» с местом и правом голоса в Рейхстаге. В 1662 году вошёл в Нижнесаксонский имперский округ.
С 13 ноября 1651 года он также был каноником кафедрального капитула Любекского собора как обладатель отличительного пребенда Гольштейна, подаренного ему герцогом Фридриха III Гольштейн-Готторпского. Ранее этот титул имел Кристиан фон Пентц, как и Корфиц Ульфельдт бывший зятем Кристиана IV.
Кристиан цу Ранцау умер 8 ноября 1663 года в Копенгагене. Он был похоронен рядом с женой, умершей в 1662 году, и её матерью в склепе городской церкви св. Лаврентия (Итцехо)..

## Семья
31 июля 1636 года он женился на Доротее фон Ранцау (1619—1662), дочери Детлева фон Ранцау (1577—1639) и Доротеи фон Алефельдт. У пары было только двое детей:
- Маргарет Доротея (1642—1665), 28 декабря 1656 вышла замуж за штатгальтера земли Шлезвиг и Гольштейн, канцлера Дании и графа Фредерика фон Алефельдта,
- Детлев (1644—1697) — имперский граф Ранцау